# Desmodium marilandicum
Desmodium marilandicum är en ärtväxtart som beskrevs av William Darlington. Desmodium marilandicum ingår i släktet Desmodium och familjen ärtväxter. Inga underarter finns listade i Catalogue of Life.